# Kittie Knox
Katherine Towle Knox, née le 7 octobre 1874 à Cambridge dans le Massachusetts aux États-Unis et morte le 11 octobre 1900 à Boston, est une coureuse cycliste et la première afro-américaine à être acceptée dans la League of American Wheelmen (en), la ligue américaine de cyclisme (LAW).

## Biographie
Knox est la fille de Katherine Towle, une femme blanche d'East Parsonfield, dans le Maine, qui est ouvrière, et de John Knox, un homme noir de Philadelphie qui travaille comme tailleur. Kittie a un frère aîné, Ernest Knox. Kittie est née à Cambridgeport, dans le Massachusetts, et déménage à Boston avec sa famille dans les années 1880, après le décès de son père. À l’époque, le West End de Boston est un quartier pauvre et offre des opportunités limitées aux personnes de couleur. Knox obtient un emploi de couturière qui lui a permis d'exprimer ses capacités créatives.
Le passe-temps de Knox est le cyclisme, qui à cette époque devient abordable pour la classe moyenne et un sport de compétition populaire. La ville de Boston est un centre du cyclisme, abritant le premier club cycliste des États-Unis et le siège de la League of American Wheelmen (en), la ligue américaine de cyclisme (LAW). Kittie Knox concourt également contre des hommes, participant à des courses longue distance allant jusqu'à 100 miles, appelées « Century ride » et terminant généralement dans un groupe de tête.
En 1893, elle rejoint le Riverside Cycling Club, le seul club cycliste noir de Boston, et la League of American Wheelmen, à majorité blanche et masculine, à une époque où peu de femmes en sont membres. L'organisation modifie ses statuts pour n'autoriser que les membres blancs en 1894 mais en 1895, l'organisation précise que les changements ne sont pas rétroactifs et l'appartenance de Knox au groupe n'est plus remise en question.
Knox est connue à la fois pour ses capacités cyclistes, remportant la première place lors d'une réunion de la LAW à Waltham, Massachusetts, ainsi que pour ses tenues de cyclisme à la mode. Elle remporte un concours de costumes organisé sur la piste de Waltham. À cette époque, les femmes doivent porter des jupes longues lorsqu’elles pratiquent une activité physique. Cependant, Kittie Knox défie les normes de genre en portant des pantalons amples, appelés bloomer, lorsqu'elle fait du vélo. Contrairement à ses homologues masculins, une grande attention est accordée à son apparence et à sa garde-robe. Les médias accordent souvent plus d'attention à son apparence qu'à ses capacités en tant que cycliste.

En juillet 1895, Knox se rend à la réunion annuelle de la LAW à Asbury Park, dans le New Jersey , et « subit l'humiliation » de se voir refuser l'entrée à la réunion en raison de la couleur de sa peau. « Lorsque Mme Knox, dont l'apparence et la tenue vestimentaire avaient suscité l'admiration toute la journée, entra dans la salle de conférence du club local et présenta sa carte de la ligue, le monsieur refusa de reconnaître sa carte », selon le journal Worcester Telegram. Cependant, sa cause a été soutenue, entre autres, par le vice-président de la LAW, George Perkins, du Massachusetts. Cependant, les journaux rapporte également que Knox s'est vu refuser dans les restaurants et les hôtels alors qu'elle était dans le New Jersey pour la réunion. Néanmoins, elle s'associe aux membres de la Ligue et danse au bal de la Ligue. Cela provoque une réaction houleuse, comme le rapporte le New York Herald : 
« Parmi les cyclistes en visite se trouve une jeune métisse brillante de Boston, et les rebuffades qu'elle a reçues de la part de nombreuses femmes ont culminé hier soir avec le fait que des dizaines d'entre elles ont quitté le bal dans l'auditorium parce qu'elle était non seulement là, mais qu'elle était la première sur la piste de danse à valser,. »
À la suite de la réunion du LAW à Asbury Park, Kittie Knox est élue cheffe de la division du Massachusetts pour le voyage d'été de plusieurs jours du LAW. En août 1895, le Partridge White Ribbon Open Century failli être annulé à cause d'un orage. Néanmoins, de nombreux coureurs, dont Knox, terminent les 100 miles, « bien que couverts de boue ». Kittie Knox est la seule femme à atteindre la ligne d'arrivée. Peu de temps après, elle se voit refuser la participation à un événement organisé par les Boston Wheelmen, un nouveau club qui a décidé de ne pas autoriser les participants noirs.
Elle meurt en 1900 d'une maladie rénale au Massachusetts General Hospital et est inhumée dans une fosse commune au cimetière de Mount Auburn. Une pierre tombale est érigée en son honneur par des membres de sa famille le 29 septembre 2013.

## Postérité
En 2019, une piste cyclable de Cambridge a été baptisée « Kittie Knox Bike Path »,. La LAW a décerné un Prix Kittie Knox pour l'engagement en faveur de l’égalité, de la diversité et de l’inclusion dans le cyclisme ; La première récipiendaire en 2020 était la cycliste Ayesha McGowan (en).
Le 20 août 2020 est proclamé Kittie Knox Day à Boston.
En 2022, une randonnée à vélo annuelle en l'honneur de Kittie Knox est organisée.